# Гранд Смоуки маунтинс (национален парк)
Националният парк Гранд Смоуки маунтинс (на английски: Great Smoky Mountains National Park) в САЩ се намира в планинската верига Апалачи в района на северноамериканските щати Тенеси и Северна Каролина. Създаден е на 15 юни 1934 г. и е включен в Списъка на световното културно и природно наследство на ЮНЕСКО в Америка. Горите, включени в парка са едни от най-старите гори на земята и е най-голямата област с древни гори на изток в САЩ. Паркът носи името на планинска верига Гранд Смоуки маунтинс. Той е най-посещавания парк в САЩ.

## История на създаването
Преди пристигането на европейските преселници в края на 18 век, на това място живеят индианците от племето чероки. Те са му дали името „Място на синята мъгла“ (Shalonage) поради често появяващите се мъгли. През 1830 г. президентът Андрю Джаксън подписва „Закон за преселване на индианците“, след което по-голямата част от живеещите тук индианци са изселени в други региони на страната. Изгонването им е известно като „Пътеката на сълзите“ (на английски: Trail of Tears). В района остават все пак някои от индианците, като техните наследници продължават да живеят в резервата Qualla в южния край на парка.
С населването на региона от белите заселници се развива дървообработващата промишленост. Поради голямото търсене и след като е изградена железопътна линия за транспортиране на дървения материал се повишава значително жизненият стандарт на населението. Интензивното изсичане на горите нарушава природната красота и още през 1890 г. се появяват първите предложения да се създаде природоохранителна зона. Едва през май 1926 г. президентът Калвин Кулидж подписва законопроект за изкупуване на необходимите участъци земя за създаването на два бъдещи парка на склоновете на Апалачите.

## Флора и фауна
Гранд Смоуки маунтинс са едни от най-старите планински вериги в света. Ледниците образувани по време на ледената епоха в достигат до границите на парка. Надморската височина в парка варира от 250 и 2000 м. Поради това в парка има голямо разнообразие от растителни видове. В парка доминират пет различни вида гори с повече от 130 вида дървесни вида и 4000 други растителни вида. На височина над 1500 м. има основно гори от смърч и ела. На средните височини между 1000 и 1500 се срещат основно широколистни гори. В сухите райони на парка има основно борови и дъбови гори. В ниско разположените долини са разположени гъсти широколистни гори от явор, конски кестен и бреза.
В парка живеят около 1800 екземпляра на американската черна мечка (Ursus americanus, още барибал) както и Белоопашат елен (Odocoileus virginianus), Мармоти (Marmota), Бурундуци (Tamias), Източна сива катерица (Sciurus carolinensis) и насекомоядни прилепи (Microchiroptera). червеният вълк (Canis rufus), който е заплашен от изчезване живее в северните райони на парка. В парка живеят около 240 вида птици, 59 вида риби, около 80 влечуги и земноводни. Между тях има 30 вида саламандер, поради което мястото е наречено столицата на саламандрите в света.

## Туризъм
В парка се намират на музей на открито много исторически сгради съществували в него. Има много пешеходни маршрути, както и през него преминава част от пътеката на апалачите, която със своите 3500 км. е най-дългата туристическа пътека в света.